# Семейный талер

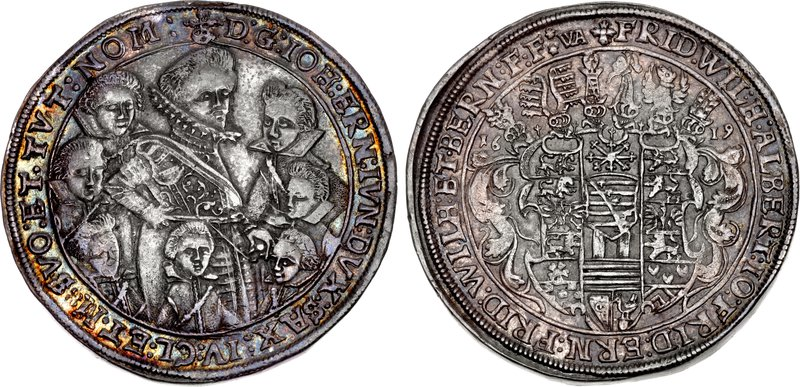
Ахтбрюдерталер 1619 года

Семейный талер (нем. Familientaler) — название монет талерового типа на которых изображены члены семьи монарха.
За время хождения и широкого распространения талера на немецких землях в XVI—XIX столетиях к ним относят несколько монетных типов различных государств:
Бавария
- исторический талер Людвига I 1828 года с изображением супруги и восьми детей на реверсе

Саксен-Веймар
- ахтбрюдерталер — серия монет 1607—1619 годов с изображениями восьми сыновей Иоганна III (1570—1605)

Саксен-Гота-Альтенбург
- рейхсталеры с изображениями Фридриха I (1675—1691) и его шести сыновей 1588, 1690 и 1691 годов[2]
- ахткёпфигерталер — рейхсталер 1732 года с изображением правящего герцога Фридриха II (1691—1732) на аверсе и его семи сыновей на реверсе[2][3]